# Krassach (Fluss)
Die Krassach ist ein etwa 7 Kilometer langer, linker Nebenfluss der Weismain, die bei Altenkunstadt in Oberfranken in den Main mündet.

## Geographie

### Quelle
Die Krassachquelle befindet sich etwa in der Mitte des Bärental, etwa 300 Meter südlich der Herbstmühle. Sie tritt als Schichtquelle
in mehreren kleinen, sich vereinigenden Quellen direkt am Fuße der östlichen Hangflanke des Bärentals aus und ist weitgehend naturnah. Gespeist wird die Quelle unter anderem durch einen kleinen unterirdischen Bach, der als Bachschwinde im hinteren Teil des Bärentals zunächst verschwindet. Unmittelbar nach der Quelle teilt ein kleines Wehr den Fluss in seinen natürlichen Verlauf und in den Mühlbach zur Herbstmühle. Nach alten Erzählungen soll die Quelle früher viel weiter oberhalb ihres jetzigen Standortes entsprungen sein.

### Verlauf und Beschreibung
Die Krassach mäandriert ab der Quelle bis auf einige begradigte Abschnitte relativ naturnah durch das Bärental. Der Mühlbach der Herbstmühle ist nur etwa 370 Meter lang und vereinigt sich unmittelbar nach der Mühle wieder mit dem Bach. Nach weiteren 500 Metern zweigt ein kleines Wehr den Mühlbach der Krassacher Mühle ab. Er hat eine Länge von etwa 600 Metern und verläuft weitgehend parallel in einem Abstand von ca. 50 m zur Krassach. Kurz nach der Mühle, am Ende des eigentlichen Bärentals, vereinigt er sich wieder mit dem Bach.
Im weiteren Verlauf ist der Bach überwiegend durch den Menschen begradigt und fließt zunächst durch den Weismainer Ortsteil Krassach, vorbei an mehreren Fischteichen zur Forellenzucht und wird bei Niesten von seinem einzigen größeren Nebenfluss, dem Niestener Mühlbach, linksseitig gespeist. Etwa 300 m flussabwärts befindet sich das Rumpelwehr (50° 4′ 38,5″ N, 11° 14′ 52,2″ O), ein natürlicher Wasserfall, der über zwei versinterte und moosbewachsene Stufen abfällt. Kurz nach dieser Stufe spaltet sich ein dritter Mühlbach von der Krassach ab. Zunächst noch freilaufend, ist er im Weismainer Stadtgebiet kanalisiert und mündet bei der Brauerei Püls in die Weismain. Der Weismainer Mühlbach trieb früher unter anderem die Kastenmühle an.
Die Krassach ist entlang der Niestener Straße auf einer Länge von etwa 250 Metern kanalisiert und fließt im weiteren Verlauf zwischen den Feldern östlich der St2191 in Richtung Altenkunstadt entlang. Wenige Meter vor ihrer Mündung passiert sie die gemeinsame Kläranlage von Altenkunstadt und Weismain und dient ihr als Frischwasserzufuhr. Sie mündet anschließend südlich von Woffendorf in die Weismain.

## Biologie

### Flora
Der Fluss ist auf ganzer Länge hauptsächlich von Erlen und Weiden gesäumt. Im Oberlauf und insbesondere bei der kalkhaltigen Quelle befinden sich verstärkt schmale Bach-Eschenwälder. Im Frühjahr wachsen dort auch dichte Bestände des Gegenblättrigen Milzkrauts. Die schmalen Gehölzsäume von Erle, Esche und Weide an den Flussufern sind die Überreste der einstigen Auenwälder, die durch die menschliche Landnutzung bereits im Mittelalter bis auf kleine Reste vollständig abgeholzt wurden. Dennoch sind die schmalen, übriggebliebenen Gehölzsäume für den Bach sehr wichtig, da sie als Pufferstreifen zur angrenzenden Landwirtschaft dienen und mit ihrem Schatten die Krassach vor Erwärmung schützen. Die Bachsohle und die Uferbereiche sind bis auf die begradigten Abschnitte in Krassach und Weismain reich strukturiert und flachere Bereiche stehen im Wechsel zu tieferen. Auch verfügt die Krassach im Oberlauf über einen regen Wechsel von gefällereichen, schneller strömenden und flacheren, langsamer strömenden Gewässerabschnitten.

### Fauna
Im Fluss leben unter anderem Mühlkoppen, Bachneunaugen und Bachforellen, sowie Steinfliegenlarven, Klein- und Großlibellenlarven, Eintagsfliegenlarven, Köcherfliegenlarven, Bachflohkrebse und Strudelwürmer. Vereinzelt können auch Feuersalamander und Quelljungfern gesichtet werden.